# گروهان قهرمانان (فیلم)
گروهان قهرمانان (انگلیسی: Company of Heroes) فیلمی در ژانر درام و جنگی به کارگردانی دان مایکل پال است که در سال ۲۰۱۳ منتشر شد.

## بازیگران
- تام سایزمور
- چاد مایکل کالینز
- وینی جونز
- نیال مک‌دوناف
- یورگن پروچنو
- ریچارد زامل
- دیمیتری دیاتچنکو